# Station Iteuil
Station Iteuil is een spoorweghalte in de Franse gemeente Iteuil.
Zij wordt bediend door treinen van het netwerk  TER Nouvelle-Aquitaine op het traject Poitiers - Angoulême.